# DMX (rappare)
Earl Simmons, mest känd under sitt artistnamn DMX, född 18 december 1970 i Yonkers, New York, död 9 april 2021 i White Plains, New York, var en amerikansk rappare och skådespelare. Han var också känd som The Dog, Dark Man X (DMX är en förkortning av Dark Man X), X och D. 
I många av hans videor syns han med en hund. Han hade en tatuering på ryggen där det stod One Love Boomer. Boomer var hans hund som blev överkörd. Simmons designade även kläder, han ägde två märken; DMX authentic och Earl Simmons Collection.
Simmons dödförklarades efter att ha legat i koma en vecka på grund av en överdos. Han blev 50 år gammal.

## Diskografi
- It's Dark And Hell Is Hot (1998)
- Flesh Of My Flesh, Blood Of My Blood (1998)
- ...And Then There Was X (1999)
- The Great Depression (2001)
- The DMX Files (Greatest Hits) (2002)
- Grand Champ (2003)
- Year of the Dog...Again (2006)
- Undisputed (2012)
- Redemption of the Beast (2015)

## Med Ruff Ryders
- Ride Or Die Vol. 1 (1999)
- Ride Or Die Vol. 2 (2000)
- Ride Or Die Vol. 3 (2001)
- The Redemption Vol. 4 (2005)
- TBA (2009)

## Filmografi
- 1998 – Belly
- 2000 – Romeo Must Die
- 2001 – Exit Wounds
- 2003 – Cradle 2 the Grave
- 2004 – Never Die Alone
- 2006 – TV Serien DMX: Soul of a Man
- 2007 – Father of Lies
- 2008 – Jump Out Boys
- 2008 – Death Toll
- 2008 – Last Hour
- 2008 – Lockjaw: Rise Of The Kulev Serpent
- 2009 – The Bleeding